# Grand Prix de triathlon 2010
Navigation
Grand Prix de triathlon 2009 Grand Prix de triathlon 2011
Le Grand Prix de triathlon 2010 est composée de cinq courses organisées par la Fédération française de triathlon (FFTRI). Chaque course est disputée au format sprint soit 750 m de natation, 20 km de cyclisme et 5 km de course à pied. 
Le Grand Prix de triathlon 2010 se déroule du 23 mai au 18 septembre 2010. Cette année là, il est aussi appelé Grand Prix Lyonnaise des Eaux.

## Calendrier
| Étapes   | Date                     | Villes    |
| -------- | ------------------------ | --------- |
| 1° étape | dimanche 23 mai 2010     | Dunkerque |
| 2° étape | dimanche 13 juin 2010    | Beauvais  |
| 3° étape | dimanche 18 juillet 2010 | Paris     |
| 4° étape | dimanche 29 août 2010    | Tours     |
| 5° étape | samedi 18 septembre 2010 | La Baule  |

## Clubs engagés

### Hommes
- Lagardère Paris Racing
- E.C. Sartrouville Triathlon
- Beauvais Triathlon
- Poissy Tri Duathon Club
- Saint-Raphaël Tri
- St Jean de Monts Vendée Tri
- Versailles Triathlon
- Les Sables Vendée Tri
- Metz Triathlon
- Besançon Triathlon
- Mulhouse Olympique Tri
- Montluçon Triathlon
- TCG 79 Parthenay
- Rouen Triathlon
- Groupe Tri Vesoul Haute-Saône
- Sainte-Geneviève Tri

### Femmes
- Poissy Tri Duathon Club
- Beauvais Triathlon
- Tri Club Châteauroux 36
- TCG 79 Parthenay
- Brive Limousin Triathlon
- Montpellier Agglo Tri
- TO Club Cesson
- Saint Avertin Sports 37
- Tri Club Nantais
- Stade Poitevin Triathlon
- Sainte-Geneviève Tri
- La Rochelle Triathlon
- Lomme Natation Triathlon
- Charleville Triathlon Ardennes

## Résultats

### Dunkerque
| Position           | Hommes                      | Femmes                  |
| ------------------ | --------------------------- | ----------------------- |
| Médaille d'or      | Beauvais Triathlon          | Poissy Triathlon        |
| Médaille d'argent  | E.C. Sartrouville Triathlon | Tri Club Châteauroux 36 |
| Médaille de bronze | Lagardère Paris Racing      | Beauvais Triathlon      |

### Beauvais
| Position           | Hommes                      | Femmes                  |
| ------------------ | --------------------------- | ----------------------- |
| Médaille d'or      | Beauvais Triathlon          | Poissy Triathlon        |
| Médaille d'argent  | E.C. Sartrouville Triathlon | Lagardère Paris Racing  |
| Médaille de bronze | Sainte-Geneviève Tri        | Tri Club Châteauroux 36 |

### Paris
| Position           | Hommes                      | Femmes                |
| ------------------ | --------------------------- | --------------------- |
| Médaille d'or      | E.C. Sartrouville Triathlon | Montpellier Agglo Tri |
| Médaille d'argent  | Beauvais Triathlon          | Poissy Triathlon      |
| Médaille de bronze | Montluçon Triathlon         | Beauvais Triathlon    |

### Tours
| Position           | Hommes                      | Femmes                  |
| ------------------ | --------------------------- | ----------------------- |
| Médaille d'or      | E.C. Sartrouville Triathlon | Beauvais Triathlon      |
| Médaille d'argent  | Montluçon Triathlon         | Montpellier Agglo Tri   |
| Médaille de bronze | Lagardère Paris Racing      | Tri Club Châteauroux 36 |

### La Baule
| Position           | Hommes                      | Femmes                |
| ------------------ | --------------------------- | --------------------- |
| Médaille d'or      | E.C. Sartrouville Triathlon | Beauvais Triathlon    |
| Médaille d'argent  | Beauvais Triathlon          | Poissy Triathlon      |
| Médaille de bronze | Poissy Triathlon            | Montpellier Agglo Tri |

## Classement général final
| Position | Hommes,                       | Hommes, | Femmes,                        | Femmes, |
| Position | Équipes                       | Points  | Équipes                        | Points  |
| -------- | ----------------------------- | ------- | ------------------------------ | ------- |
|          | E.C. Sartrouville Triathlon   | 96      | Beauvais Triathlon             | 78      |
|          | Beauvais Triathlon            | 89      | Poissy triathlon               | 78      |
|          | Lagardère Paris Racing        | 66      | Montpellier Agglo Tri          | 72      |
| 4e       | Poissy triathlon              | 63      | Tri Club Châteauroux 36        | 68      |
| 5e       | Montluçon Triathlon           | 62      | TCG 79 Parthenay               | 57      |
| 6e       | Les Sables Vendée Tri         | 56      | Stade Poitevin Triathlon       | 41      |
| 7e       | Metz Triathlon                | 49      | Charleville Triathlon Ardennes | 40      |
| 8e       | Saint-Raphaël Tri             | 47      | Brive Limousin Triathlon       | 36      |
| 9e       | Sainte-Geneviève Tri          | 39      | TO Club Cesson                 | 35      |
| 10e      | Mulhouse Olympique Tri        | 39      | Tri Club Nantais               | 35      |
| 11e      | TCG 79 Parthenay              | 38      | Saint Avertin Sports 37        | 33      |
| 12e      | Rouen Triathlon               | 35      | La Rochelle Triathlon          | 19      |
| 13e      | St Jean de Monts Vendée Tri   | 34      | Sainte-Geneviève Tri           | 18      |
| 14e      | Versailles Triathlon          | 32      | Lomme Natation Triathlonn      | 11      |
| 15e      | Groupe Tri Vesoul Haute-Saône | 24      |                                |         |
| 16e      | Besançon Triathlon            | 23      |                                |         |

## Résultats individuels
| Hommes                                          | Dunkerque | Beauvais | Tours | Paris | La Baule |
| ----------------------------------------------- | --------- | -------- | ----- | ----- | -------- |
| Jonathan Brownlee (E.C. Sartrouville Triathlon) | 1er       | 1er      | 2e    |       | 2e       |
| Tim Don (Beauvais Triathlon)                    | 2e        |          |       |       |          |
| Frédéric Belaubre (Beauvais Triathlon)          | 3e        |          |       |       |          |
| David Hauss (Lagardère Paris Racing)            |           | 2e       |       |       |          |
| Vincent Luis (Sainte-Geneviève Triathlon)       |           | 3e       | 3e    |       |          |
| Alistair Brownlee (E.C. Sartrouville Triathlon) |           |          | 1er   | 1er   | 3e       |
| Maik Petzold (E.C. Sartrouville Triathlon)      |           |          |       | 2e    |          |
| Courtney Atkinson (E.C. Sartrouville Triathlon) |           |          |       | 3e    |          |
| Javier Gómez (E.C. Sartrouville Triathlon)      |           |          |       |       | 1er      |

| Femmes                                       | Dunkerque | Beauvais | Tours | Paris | La Baule |
| -------------------------------------------- | --------- | -------- | ----- | ----- | -------- |
| Andrea Hewitt (Beauvais Triathlon)           | 1er       |          |       | 1er   | 2e       |
| Erin Densham (Poissy Triathlon)              | 2e        |          |       | 3e    |          |
| Kathy Tremblay (Montpellier Triathlon)       | 3e        |          |       |       |          |
| Kate Roberts (Tri Club Châteauroux 36)       |           | 1er      |       |       |          |
| Jessica Harrison (Poissy Triathlon)          |           | 2e       |       |       |          |
| Ainhoa Murúa (TCG 79 Parthenay)              |           | 3e       |       |       |          |
| Jodie Stimpson (Poissy Triathlon)            |           |          | 1er   |       |          |
| Emma Jackson (TCG 79 Parthenay)              |           |          | 2e    |       |          |
| Bárbara Riveros Díaz (Montpellier Triathlon) |           |          | 3e    | 2e    |          |
| Jodie Swallow (Poissy Triathlon)             |           |          |       |       | 1er      |
| Emma Moffatt (Charleville Tri Ardennes)      |           |          |       |       | 3e       |